# Свободный (Куйбышевский район)
Свобо́дный — хутор в Куйбышевском районе Ростовской области.
Входит в состав Куйбышевского сельского поселения.

## История
Немецкое евангельское село Бишлеровка основано в 1909 году колонистом А. Бишлером.

## Население
| 2010 |
| ---- |
| 354  |

## Улицы
- ул. Молодёжная,
- ул. Набережная,
- ул. Победы.